# Yoshikazu Suo
Yoshikazu Suo (周防 義和, Suo Yoshikazu, né en 1953) est un musicien japonais originaire de Tokyo. Il a composé et arrangé de la musique pour le cinéma, le théâtre, etc.

## Créations

### Films
- Fancy Dance (1989)
- Shiko Fun Jatta (1992)
- Shall We Dance? (1996)
- Tsuri Baka Nisshi Eleven (2000)
- Tokyo Marigold (2001)
- Drugstore Girl (2004)
- Shinibana (2004)

### Anime
- Air movie
- Battle Athletes Victory
- I'm Gonna Be An Angel!
- Magical Girl Pretty Sammy
- Melody of Oblivion
- Mistin
- Shamanic Princess

## Source de la traduction
- (en) Cet article est partiellement ou en totalité issu de l’article de Wikipédia en anglais intitulé « Yoshikazu Suo » (voir la liste des auteurs).